# Municipio de Cameron (Minnesota)
El municipio de Cameron (en inglés: Cameron Township) es un municipio ubicado en el condado de Murray en el estado estadounidense de Minnesota. En el año 2010 tenía una población de 137 habitantes y una densidad poblacional de 1,46 personas por km².

## Geografía
El municipio de Cameron se encuentra ubicado en las coordenadas 44°4′5″N 96°0′18″O / 44.06806, -96.00500. Según la Oficina del Censo de los Estados Unidos, el municipio tiene una superficie total de 93.53 km², de la cual 93,11 km² corresponden a tierra firme y (0,45 %) 0,42 km² es agua.

## Demografía
Según el censo de 2010, había 137 personas residiendo en el municipio de Cameron. La densidad de población era de 1,46 hab./km². De los 137 habitantes, el municipio de Cameron estaba compuesto por el 97,81 % blancos, el 1,46 % eran de otras razas y el 0,73 % eran de una mezcla de razas. Del total de la población el 2,19 % eran hispanos o latinos de cualquier raza.